# Сайдаков, Александр Ефимович
Александр Ефимович Сайдаков (26 июля 1949 — 22 июня 1998, Тирасполь, Приднестровская Молдавская Республика) — государственный, политический и общественный деятель Приднестровской Молдавской Республики. Министр местного хозяйства и транспорта Приднестровской Молдавской Республики с 1992 по 1997.

## Биография
Родился 26 июля 1949. По национальности — украинец. 

### Образование
В 1971 окончил Тираспольский технологический техникум.
В 1991 окончил Кишинёвский сельскохозяйственный институт имени М. В. Фрунзе по специальности «инженер-механик».

### Трудовая деятельность
С 1966 по 1971 — слесарь, затем водитель городского отдела народного образования Тирасполя. 
В 1971, после окончания Тираспольского технологического техникума, работал механиком колхоза имени В. И. Ленина в селе Парканы Слободзейского района Молдавской ССР.
С 1975 по 1981 — заместитель начальника управления механизации и далее заместителем директора Тираспольского завода ЖБИ-6. 
С 1981 по 1987 — главный инженер Тираспольской автобазы, начальник мехколонны межколхозно-строительного объединения (МСО).
С 1987 по 1989 — руководитель тираспольского предприятия по ремонту бытовой техники «Быткомплекс», которое затем стало производственным объединением «Местпромбыт».

### Деятельность в 1989—1991 годах
С августа 1989 по 1990 — сопредседатель Объединённого Совета трудовых коллективов Тирасполя (Забастовочного комитета Тирасполя).
Забастовщики выступили против языковых законопроектов Верховного Совета Молдавской ССР, которые, по утверждению лидеров Объединённого Совета трудовых коллективов (ОСТК), якобы могли привести к дискриминации по национальному признаку при осуществлении права на труд.
Несмотря на забастовки, 31 августа 1989 Верховный совет Молдавской ССР придал молдавскому языку статус государственного.
С 3 сентября по 29 ноября 1990 (на период выборов в Верховный Совет Приднестровской Молдавской ССР) существовало Временное Правительство (Совета министров) непризнанной Приднестровской Молдавской ССР в составе девяти человек, членом которого Президиумом Временного Верховного Совета Приднестровской Молдавской Советской Социалистической Республики был назначен Сайдаков.
С ноября 1990 до убийства в 1998 являлся депутатом Верховного совета Приднестровской Молдавской Республики.
С 29 августа по 1 октября 1991, когда председатель непризнанной Приднестровской Молдавской Советской Социалистической Республики Игорь Смирнов (он же — председатель Тираспольского городского Совет народных депутатов) находился в застенках Кишинёва, Сайдаков по решению внеочередной сессии Тираспольского горсовета был избран руководителем Тираспольского городского Совет народных депутатов. Перед отъездом из Тирасполя в Киев руководитель непризнанного Приднестровья Игорь Смирнов подписал Указ о назначении исполняющим обязанности председателя республики Андрея Манойлова, а исполняющим обязанности председателя Тираспольского горсовета — Александра Сайдакова.

### Деятельность в 1992—1998 годах

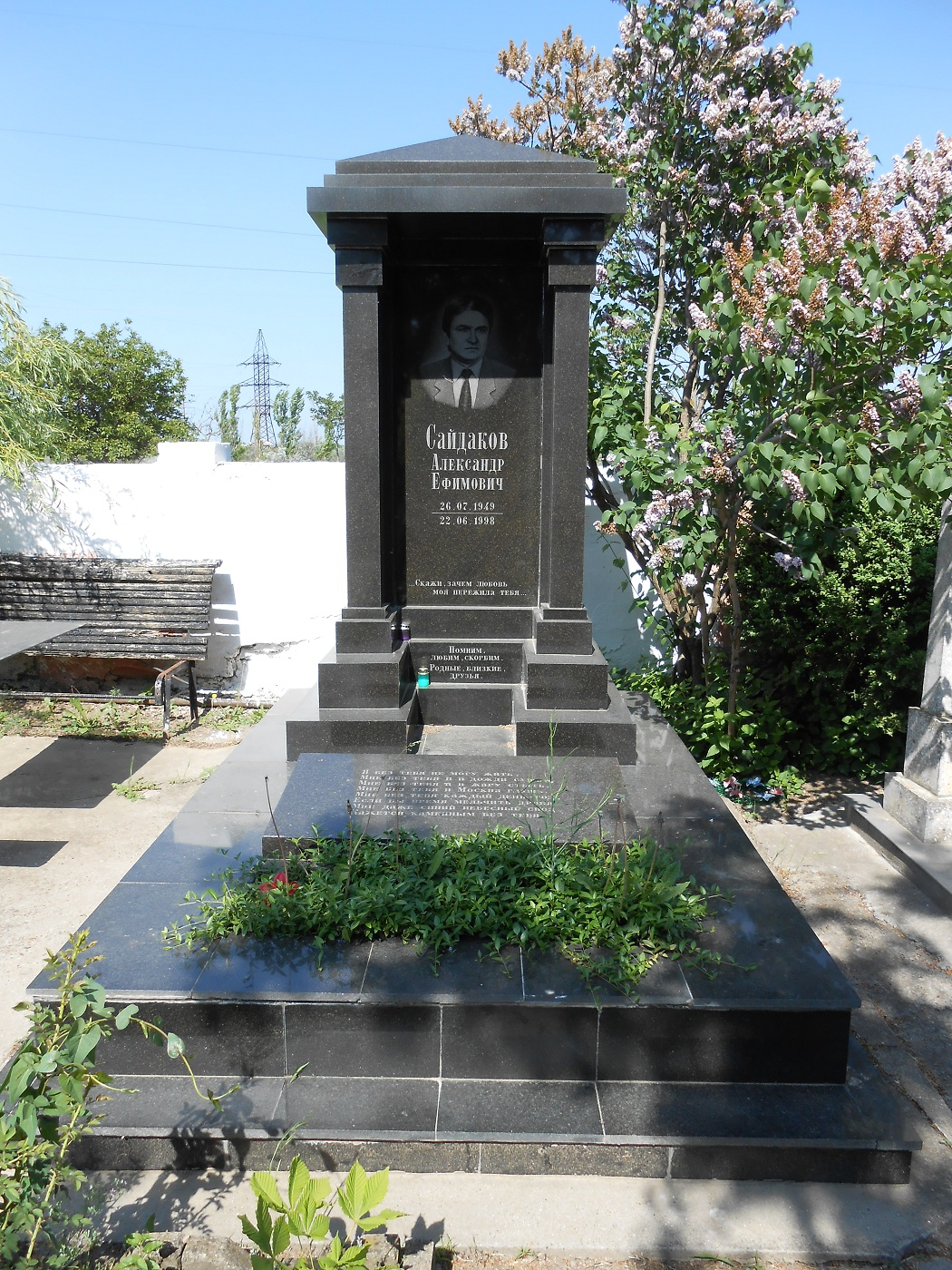
Памятник на кладбище

В 1992 стал создателем Министерством местного хозяйства и транспорта Приднестровской Молдавской Республики, которым руководил до 1996. В ходе вооружённого конфликта в Приднестровье, после трагедии в городе Дубоссары 14 марта 1992 был командирован Президентом Приднестровской Молдавской Республики в соседний районный центр Григориополь в ранге представителя президента Приднестровской Молдавской Республики на Григориопольском направлении, где находился до окончания войны 1 августа 1992.
Затем вернулся в Тирасполь, где продолжил работу по управлению работой транспорта и жилищно-коммунального хозяйства ПМР. В 1993 стал одним из создателей концепции жилищно-коммунальной реформы на территории Приднестровской Молдавской Республики.
В 1990 и 1995 избирался депутатом Тираспольского горсовета.
С 23 июня по конец 1997 — министр Республиканского хозяйства и транспорта и дорожного хозяйства Приднестровской Молдавской Республики. После отставки решил сосредоточиться на работе в комиссиях Тираспольского городского Совета народных депутатов.
В 1992 создал (и до убийства в 1998 возглавлял) Приднестровское отделение российской политической партии ЛДПР.
Погиб 22 июня 1998 в своём рабочем кабинете в Тираспольском городском Совете народных депутатов, получив смертельные ранения во время покушения на него противников независимости Приднестровья.

## Награды
Внёс большой личный вклад в создание, организацию и развитие непризнанного государства Приднестровская Молдавская Республика. 
Награждён орденом Республики, орденом «За личное мужество», медалью «Защитнику Приднестровья» и другими.